# Transports en Commun Lyonnais

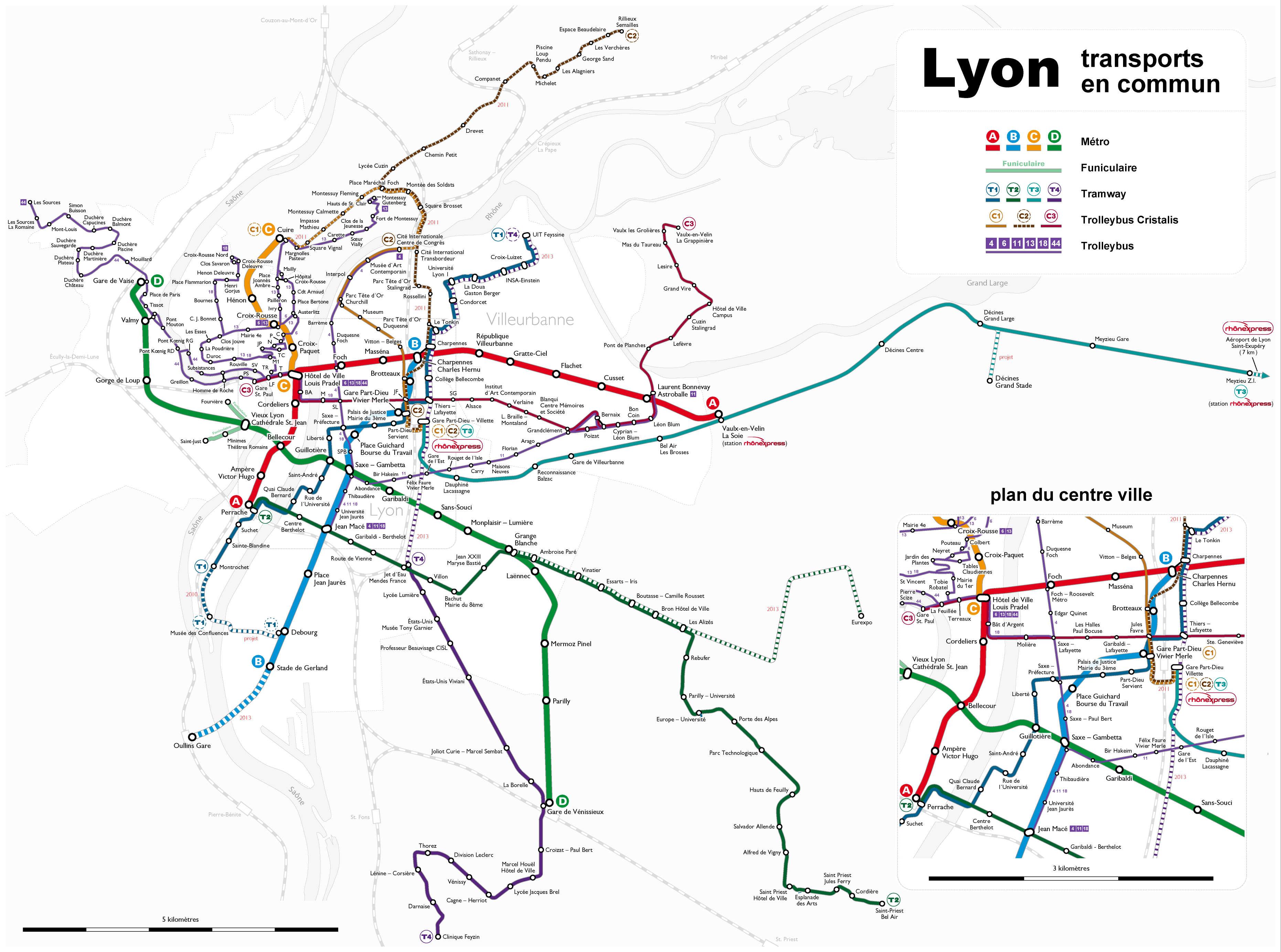
Openbaar vervoerkaart van Lyon, bediend door TCL

Transports en Commun Lyonnais (afgekort: TCL) is het openbaar vervoersbedrijf van de Franse stad Lyon. TCL opereert 4 metrolijnen, 8 tramlijnen, trolleybuslijnen en een groot aantal stadsbuslijnen in de agglomeratie Lyon. De exploitatie is sinds 2011 uitbesteed aan Keolis, dat om de zes jaar terug mee moet dingen bij een aanbesteding voor een nieuwe periode. De exploitant mag niet onder eigen naam opereren maar moet TCL als merknaam in de omgeving Lyon gebruiken. 